# Fuerte San Francisco
Club Deportivo Fuerte San Francisco – salwadorski klub piłkarski z siedzibą w mieście San Francisco Gotera, stolicy departamentu Morazán. Występuje w rozgrywkach Primera División. Domowe mecze rozgrywa na obiekcie Estadio Correcaminos.

## Historia
Klub został założony w styczniu 1953. W 1990 roku wywalczył swój pierwszy awans do najwyższej klasy rozgrywkowej i spędził w niej kolejne trzy lata (1990–1993). W 2009 roku zespół spadł do trzeciej ligi, lecz ze względu na wycofanie się z rozgrywek klubów CD Chalatenango, CD Tehuacán i Águila San Isidro pozostał na drugim szczeblu. W 2023 roku po 30 latach nieobecności powrócił do pierwszej ligi.